# Leptopharsa machalana
Leptopharsa machalana är en insektsart som beskrevs av Drake och Hambleton 1946. Leptopharsa machalana ingår i släktet Leptopharsa och familjen nätskinnbaggar.

## Underarter
Arten delas in i följande underarter:
- L. m. machalana
- L. m. vinnula